# Andrzej Zabłocki (samorządowiec)
Andrzej Zabłocki (ur. 8 kwietnia 1958, zm. 29 października 2016) – polski samorządowiec, burmistrz Witnicy w latach 1990–2014.
Przez całe życie związany był z podgorzowską Witnicą. W 1990, po reformie samorządowej w Polsce, po raz pierwszy został wybrany na urząd burmistrza, który sprawował do 2014, kiedy w wyborach przegrał z Dariuszem Jaworskim. W wyborach bezpośrednich (w 2002, 2006, 2010 i 2014) startował z ramienia komitetu Witnica 2000, będąc bezpartyjnym. W 2006 i 2014 kandydował jednocześnie bezskutecznie do sejmiku województwa lubuskiego (z listy odpowiednio PiS i PO).
W kwietniu 2014 odznaczony Krzyżem Kawalerskim Orderu Odrodzenia Polski.